# Nils Horner-priset
Nils Horner-priset är ett svenskt journalistiskt pris, instiftat 2015.
Den från Borås bördige utrikeskorrespondenten och journalisten Nils Horner sköts till döds under sin yrkesutövning i Afghanistan i mars 2014. Till hans minne instiftades 2015 Nils Horner-priset av de förra arbetsgivarna Borås Tidning, med dess ägarstiftelse Tore G Wärenstams stiftelse, och Sveriges Radio tillsammans med journalistutbildningen JMG vid Göteborgs universitet. Priset består av en prissumma på 25 000 kronor och utdelas vid JMG under våren. Det innefattar också att pristagaren ska hålla en föreläsning på JMG respektive på Bäckängsgymnasiet i Borås. Vinnaren, en utrikesjournalist som arbetat i Nils Horners anda, utses av en jury bestående av representanter från Borås Tidning, Sveriges Radio och JMG.

## Pristagare
- 2015 – Katja Magnusson[2]
- 2016 – Terese Cristiansson[3]
- 2017 – Anna Roxvall[4]
- 2018 – Niclas Berglund och Stefan Åsberg[4]
- 2019 – Lotta Härdelin[4]
- 2020 – Lotten Collin [5]
- 2021 – Magnus Falkehed och Niclas Hammarström[6]
- 2022 – Sara Murillo Cortés och Tigran Feiler[7]
- 2023 – Lubna El-Shanti[8]
- 2024 – Emma Bouvin[9]